# Halowe Mistrzostwa Świata w Lekkoatletyce 2018 – skok wzwyż mężczyzn
Skok wzwyż mężczyzn – jedna z konkurencji technicznych rozgrywanych podczas halowych lekkoatletycznych mistrzostw świata w Arena Birmingham w Birmingham.
Tytułu mistrzowskiego nie bronił Włoch Gianmarco Tamberi.
Złoty medal zdobył reprezentant autoryzowanych lekkoatletów neutralnych Danił Łysienko.

## Terminarz
| Data    | Godzina |       |
| ------- | ------- | ----- |
| 1 marca | 18:45   | Finał |

## Wyniki
| WR – rekord świata \| CR – rekord mistrzostw świata \| NR – rekord kraju \| AR – rekord kontynentu \| WL – najlepszy wynik na listach światowych w sezonie 2018 \| SB – najlepszy wynik w sezonie \| PB – rekord życiowy |

### Finał
Źródło: IAAF
| Poz. | Zawodnik           | Reprezentacja                      | 2,20 | 2,25 | 2,29 | 2,33 | 2,36 | Rezultat | Uwagi |
| ---- | ------------------ | ---------------------------------- | ---- | ---- | ---- | ---- | ---- | -------- | ----- |
| 01 ! | Danił Łysienko     | Autoryzowani lekkoatleci neutralni | o    | o    | o    | o    | xxo  | 2,36     |       |
| 02 ! | Mutazz Isa Barszim | Katar                              | o    | o    | o    | o    | xxx  | 2,33     |       |
| 03 ! | Mateusz Przybylko  | Niemcy                             | xo   | xxo  | xo   | xxx  |      | 2,29     |       |
| 4.   | Erik Kynard        | Stany Zjednoczone                  | o    | o    | xxo  | xxx  |      | 2,29     |       |
| 5.   | Sylwester Bednarek | Polska                             | xo   | o    | xxx  |      |      | 2,25     |       |
| 6.   | Maksim Niedasiekau | Białoruś                           | o    | xxx  |      |      |      | 2,20     |       |
| 6.   | Donald Thomas      | Bahamy                             | o    | xxx  |      |      |      | 2,20     |       |
| 6.   | Wang Yu            | Chiny                              | o    | xxx  |      |      |      | 2,20     |       |
| 9.   | Tichomir Iwanow    | Bułgaria                           | xxo  | xxx  |      |      |      | 2,20     |       |
| 9.   | Jamal Wilson       | Bahamy                             | xxo  | xxx  |      |      |      | 2,20     |       |
| 9.   | Robert Grabarz     | Wielka Brytania                    | xxo  | xxx  |      |      |      | 2,20     |       |